# Goussainville, Eure-et-Loir
Goussainville este, de la 1 ianuarie 2015, o comună nouă franceză situată în departamentul Eure-et-Loir din regiunea Centre-Val de Loire. Ea rezultă din fuziunea dintre Champagne și Goussainville (fosta comună).

## Geografie

### Locație
Comuna este învecinată cu departamentul Yvelines și regiunea Île-de-France.
Ea face parte din regiunea naturală și agricolă a Drouais.

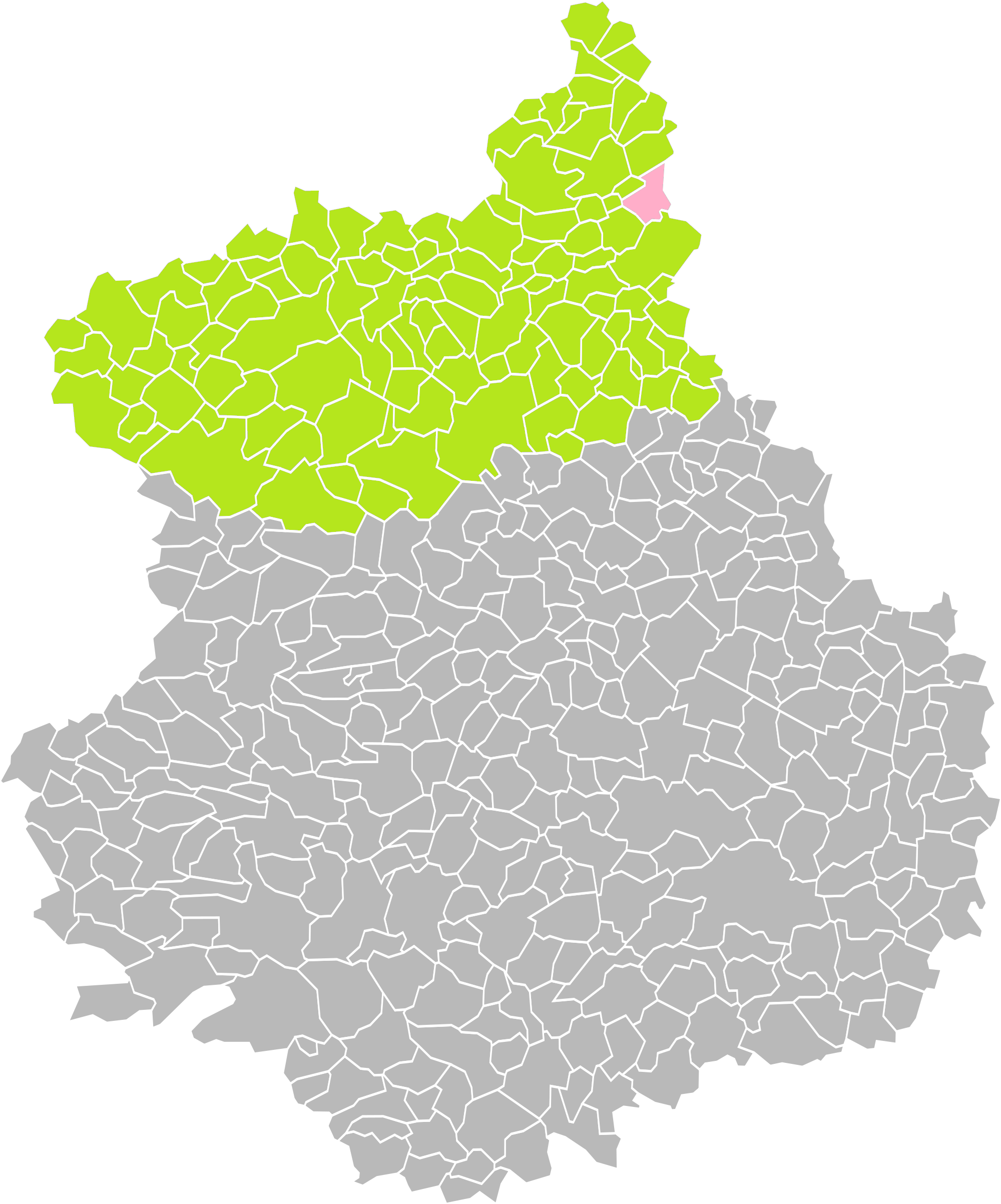
Poziția Goussainville (în roz) în Arondismentul Dreux (în verde) al departamentului Eure-et-Loir (gri).

|                   | Saint-Lubin-de-la-Haye |                     |
| Havelu Marchezais |                        | Houdan (Yvelines)   |
| Broué             | Boutigny-Prouais       | Maulette (Yvelines) |

### Clima
În 2010, clima din comună era de tip oceanic al câmpiilor din Centru și de Nord, conform unui studiu a CNRS care se baza pe o serie de date care acoperă perioada 1971-2000. În 2020, Météo-France a publicat o tipologie a climei din Franța metropolitană în care comuna este expusă la un climat oceanic și se încadrează în regiunea climatică sud-vestică a bazinului parizian, caracterizată prin precipitații scăzute, în special în primăvară (120 până la 150 mm) și un iarnă rece (3,5 °C).
Pentru perioada 1971-2000, temperatura medie anuală este de 10,5 °C, cu o amplitudine termică anuală de 14,5 °C. Cantitatea medie anuală de precipitații este de 636 mm, cu 10,5 zile de precipitații în ianuarie și 7,8 zile în iulie. Pentru perioada 1991-2020, temperatura medie anuală observată la stația meteorologică situată în comuna Bû la 5 km distanță în linie dreaptă, este de 11,4 °C, iar cantitatea medie anuală de precipitații este de 633,2 mm. Pentru viitor, parametrii climatici estimati pentru comună pentru anul 2050, conform diferitelor scenarii de emisii de gaze cu efect de seră, pot fi consultati pe un site dedicat publicat de Météo-France în noiembrie 2022.

## Urbanism

### Tipologie
Goussainville este o comună rurală, deoarece face parte din comunele puțin sau foarte puțin dense, conform grilei comunale de densitate a INSEE (Institutul Național de Statistică și Studii Economice).
De asemenea, comuna face parte din zona metropolitană a Parisului, fiind o comună din coroana metropolitană. Această zonă cuprinde 1.929 de comune.

### Utilizarea terenului
Utilizarea terenurilor din comună, așa cum reiese din baza de date europeană de ocupare biofizică a solurilor Corine Land Cover (CLC), este marcată de importanța teritoriilor agricole (92,9% în 2018), o proporție identică cu cea din 1990 (93%). Repartiția detaliată în 2018 este următoarea: terenuri arabile (92,9%), zone urbanizate (7%), păduri (0,1%). Evoluția ocupării terenurilor din comună și a infrastructurilor sale poate fi observată pe diferitele reprezentări cartografice ale teritoriului: harta Cassini (secolul al XVIII-lea), harta de stat-major (1820-1866) și hărțile sau fotografiile aeriene ale IGN pentru perioada actuală (din 1950 până în prezent).

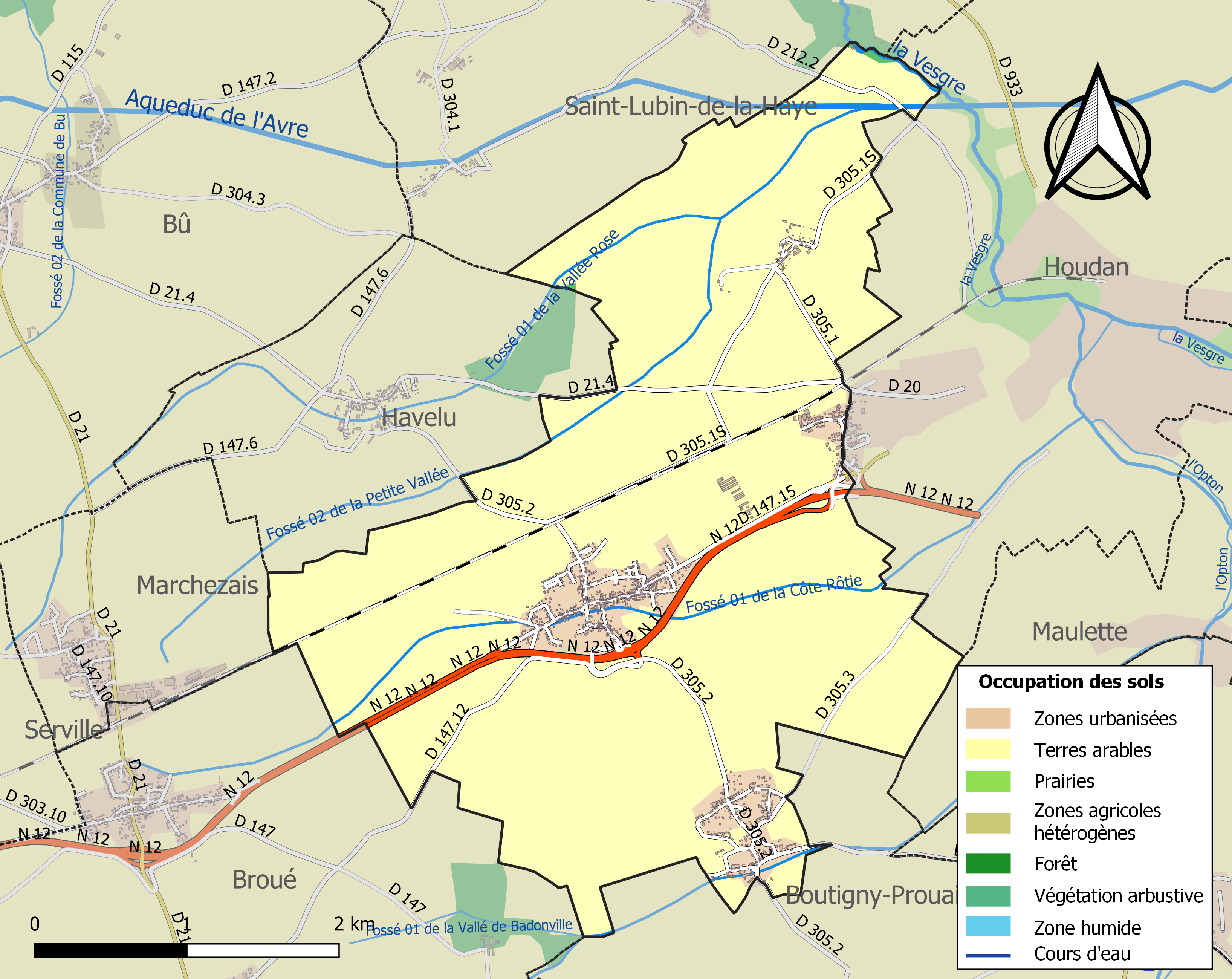
Harta infrastructurii și utilizării terenului a municipiului în 2018 (CLC).

### Riscuri majore
Teritoriul comunei Goussainville este vulnerabil la diferite riscuri naturale: meteorologice (furtuni, furtuni de zăpadă, frig extrem, caniculă sau secetă), inundații, mișcări de teren și cutremure (seismicitate foarte scăzută). Este de asemenea expus la un risc tehnologic, legat de transportul de materiale periculoase. Un site publicat de Biroul de Cercetări Geologice și Miniere (BRGM) permite evaluarea simplă și rapidă a riscurilor pentru o proprietate localizată fie prin adresa sa, fie prin numărul parcelei.

#### Riscuri naturale
Unele părți ale teritoriului comunal sunt susceptibile de a fi afectate de riscul de inundație prin revărsarea cursurilor de apă, prin scurgere și alunecări de noroi, și printr-o creștere lentă a nivelului cursurilor de apă, în special Vesgre și Aqueduc de l'Avre. Comuna a fost recunoscută în stare de catastrofă naturală pentru pagubele cauzate de inundații și alunecări de noroi produse în 1999, 2000, 2001, 2016 și 2018.

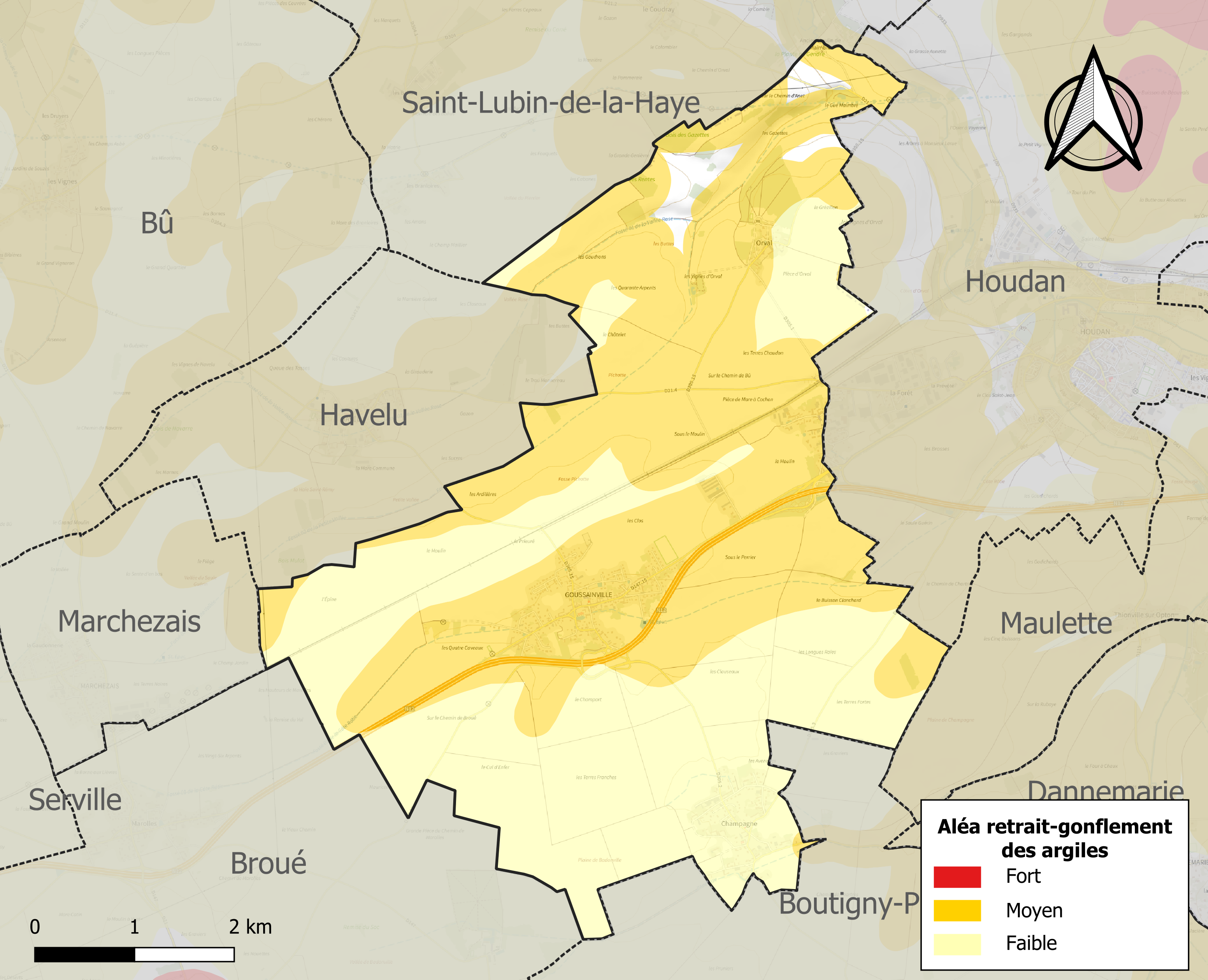
Harta zonelor de risc de contracție-umflare ale solurilor argiloase Goussainville.

Mișcările de teren care pot să apară în comună sunt mișcări ale solului legate de prezența argilei și prăbușiri generalizate ale terenului.
Retragerea-umflarea solurilor argiloase poate provoca daune semnificative clădirilor în cazul alternării perioadelor de secetă și ploaie. 54,1% din suprafața comunei este expusă unui risc mediu sau ridicat (52,8% la nivel departamental și 48,5% la nivel național). Dintre cele 480 de clădiri enumerate în comună în 2019, 361 sunt expuse unui risc mediu sau ridicat, adică 75%, comparativ cu 70% la nivel departamental și 54% la nivel național. O hartă a expunerii teritoriului național la retragerea-umflarea solurilor argiloase este disponibilă pe site-ul BRGM.
În ceea ce privește mișcările de teren, comuna a fost recunoscută în stare de catastrofă naturală din cauza daunelor provocate de secetă în 2009 și de mișcări de teren în 1999.

#### Riscuri tehnologice
Riscul transportului de materiale periculoase în comună este legat de traversarea acesteia de către infrastructuri rutiere sau feroviare importante sau de prezența unei conducte de transport de hidrocarburi. Un accident care are loc pe astfel de infrastructuri poate avea efecte grave asupra construcțiilor sau persoanelor până la 350 m, în funcție de natura materialului transportat. În consecință, pot fi recomandate măsuri de urbanism.

## Istorie
Comuna a luat naștere la 1 ianuarie 2015 prin fuziunea a două comune, Goussainville și Champagne.

## Populația și societatea

### Date demografice
Evoluția numărului de locuitori este cunoscută prin intermediul recensămintelor populației efectuate în comună de la înființarea sa.
În 2021, comuna avea 1.309 locuitori, în creștere cu 2,59% față de 2015 (Eure-et-Loir: −0,64%, Franța fără Mayotte: +1,84%).
| An        | 2013 | 2014 | 2015 | 2020 | 2021 |
| --------- | ---- | ---- | ---- | ---- | ---- |
| Populație | 1269 | 1272 | 1276 | 1307 | 1309 |

Locuri si monumente
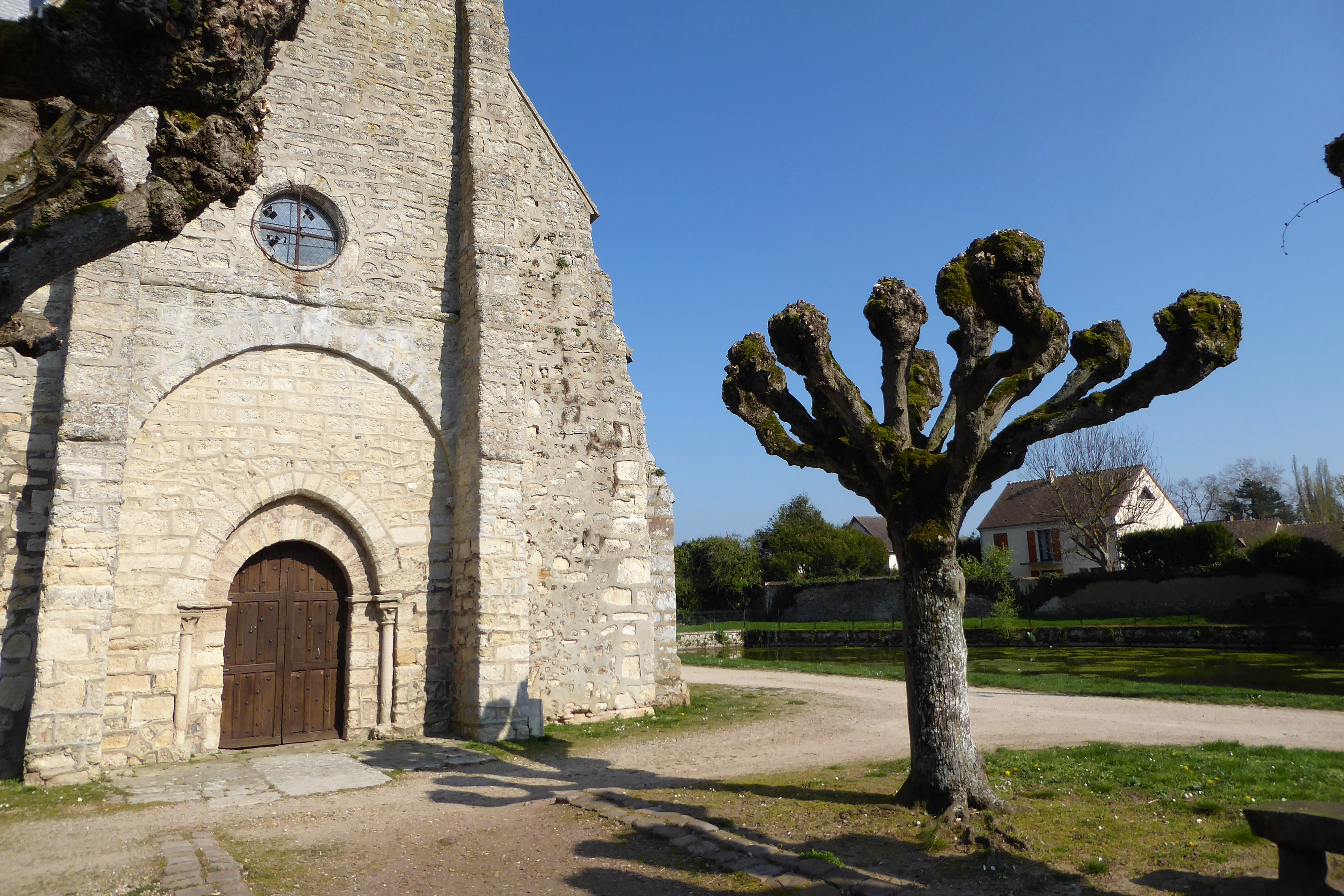
Biserica Saint-Aignan din Goussainville
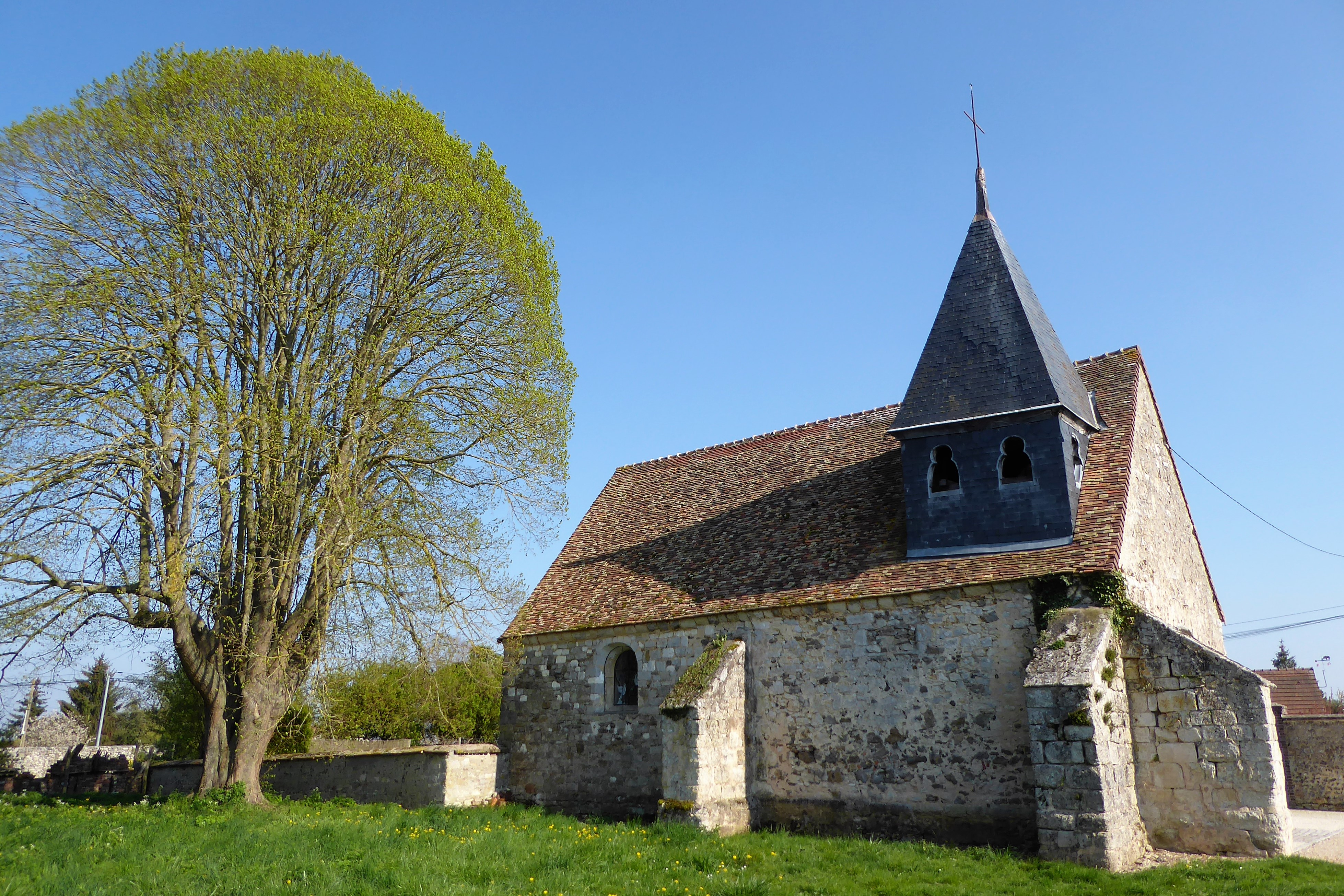
Biserica Sainte-Croix de Champagne.